# Kanton Montsinéry-Tonnegrande
Kanton Montsinéry-Tonnegrande is een kanton van het Franse departement Frans-Guyana. Kanton Montsinéry-Tonnegrande maakt deel uit van het arrondissement Cayenne en telt 1.958 inwoners (2007).

## Gemeenten
Het kanton Montsinéry-Tonnegrande omvat de volgende gemeente:
- Montsinéry-Tonnegrande